# Edgar von Hobe
Edgar von Hobe (* 29. Juli 1890 auf Schloss Gelting; † 5. Dezember 1973 in Bad Honnef) war ein preußischer Verwaltungsbeamter und Landrat des Landkreises Bonn.

## Leben
Edgar von Hobe entstammte dem Adelsgeschlecht Hobe und war ein Sohn des Fideikommissherrn Bertram Baron von Hobe-Gelting und dessen Ehefrau Isabella, geborene Nölting. Nach dem Besuch eines Gymnasiums in Vechta absolvierte er von 1911 bis 1913 ein Studium der Rechtswissenschaften, u. a. in Bonn, wonach er am 10. Oktober 1914 zum Gerichtsreferendar ernannt wurde. Im August 1921 wurde er Regierungsassessor und Hilfsarbeiter. Im Juni 1923 übernahm er vertretungsweise die Verwaltung des Landratsamtes in Bonn. Dort wurde er am 8. April 1924 zum kommissarischen und im Juni 1924 zum definitiven Landrat des Landkreises Bonn ernannt. Nachdem er am 24. April 1933 in den einstweiligen Ruhestand versetzt worden war, wechselte er im Juni 1933 zur Regierung Koblenz, wo er im Dezember 1934 erneut in den Ruhestand versetzt wurde. Ab dem 28. März 1945 war er nochmals als Landrat im Landkreis Bonn tätig, wurde dort aber nach Differenzen mit der Militärregierung wieder in den Ruhestand versetzt. Zuletzt war er von 1946 bis 1960 Vorstandsmitglied der Koblenzer Elektrizitätswerk und Verkehrs-Aktiengesellschaft (KEVAG).

## Familie
Edgar von Hobe heiratete in erster Ehe am 8. Dezember 1918 in Unkel Clary Trimborn (* 29. Juli 1888 in Verviers; in erster Ehe mit Cord von Hobe; † 23. Juli 1913 in Unkel), Tochter des Justizrats Carl Trimborn zu Köln und dessen Ehefrau Jeanne, geborene Mali.